# 彼得·諾蘭
彼得·諾蘭（英語：Peter Hugh Nolan，1949年4月28日—），英國知名中國專家，現任劍橋大學中國管理教授和賈吉商學院中國大商業計劃總監。早年於劍橋大學取得文學士，並於倫敦大學亞非學院取得碩士和博士學位。中國國際金融股份有限公司獨立非執行董事。

## 爭議事件
2014年時，《每日電訊報》披露溫家寶女兒溫如春旗下的中華基金會曾向劍橋大學密捐三百七十萬英鎊，以換取諾蘭擔任劍橋中國發展研究中心教授。事件引起英國社會廣泛質疑，擔心大學教育獨立性受損。